# ألبرتو لوبيز روجاس
ألبرتو لوبيز روجاس (بالإسبانية: Alberto López Rojas)‏ هو سياسي مكسيكي، ولد في 2 يناير 1959 في ولاية مكسيكو في المكسيك. حزبياً، نشط في حزب الثورة الديمقراطية. وقد انتخب عضو مجلس النواب المكسيك.